# Maliwan Muangpor
Maliwan Muangpor (ur. 12 marca 1996) – tajska zapaśniczka walcząca w stylu wolnym.
Zajęła piąte miejsce na igrzyskach azjatyckich w 2014.
Srebrna medalistka igrzysk Azji Południowo-Wschodniej w 2013 roku.